# Ruca
Ruca (bret. Ruskad) – miejscowość i gmina we Francji, w regionie Bretania, w departamencie Côtes-d’Armor.
Według danych na rok 1990 gminę zamieszkiwały 544 osoby, a gęstość zaludnienia wynosiła 45 osób/km² (wśród 1269 gmin Bretanii Ruca plasuje się na 805. miejscu pod względem liczby ludności, natomiast pod względem powierzchni na miejscu 762.).